# Ferienheim Bergkristall: Mach mal’n bißchen Dampf
Mach mal’n bißchen Dampf ist der zweite Schwank der Reihe Ferienheim Bergkristall aus dem Jahr 1984. Er wurde am 31. Dezember 1984 zum ersten Mal im Ersten Programm des Fernsehens der DDR ausgestrahlt.

## Handlung
Im Ferienheim „Bergkristall“ will Heimleiter Helmut Oberpichler zu Silvester eine Sauna einweihen lassen. Höhepunkt des Kulturprogrammes soll der Auftritt der schwedischen Sängerin Inka Smörrebröd werden. Als diese plötzlich absagt, beschließen die Feriengäste, das Silvesterprogramm gemeinsam mit dem Postchor und Alois Wachtel selbst zu gestalten. Letzterer lässt sich sogar dazu überreden, sich als Frau zu verkleiden und als Sängerin Dagmar Frederic aufzutreten. Als diese Sängerin dann tatsächlich selbst im Ferienheim erscheint, überschlagen sich die Ereignisse. Nach diversen Verwechslungen kommt es im Ferienheim zu einer zünftigen Silvesterfeier, die mit einem Loblied auf die Eberswalder Würstchen aus der Heimatstadt von Dagmar Frederic endet.